# Струга (річка)
Стру́га — річка в Україні, у межах Городоцького району Львівської області. Права притока Верещиці (басейн Дністра).

## Опис
Довжина Струги 16 км, площа басейну 37,2 км². Річка має рівнинний характер. Річище слабозвивисте, місцями каналізоване; дно здебільшого мулисте. Заплава в середній течії місцями заболочена, поросла лучною рослинністю. 

## Розташування
Витоки розташовані на південний захід від села Градівки, на східних схилах Головного європейського вододілу. Річка тече спочатку (бл. 2 км) на південь і частково на південний схід, далі — на схід і (частково) південний схід. Протікає біля північних околиць міста Комарно. Впадає до Верещиці на північний захід від села Кліцько. 
Притоки: невеликі потічки.